# Hayley (Vorname)
Hayley ist ein weiblicher Vorname.
Der Name Hayley kommt aus dem englischen Sprachraum. Es existieren zahlreiche unterschiedliche Schreibweisen:
Hailee, Hailey, Hailie, Haily, Haley, Haliey, Haylee, Hayley, Haylie und Hayly.
In Deutschland erfährt der Vorname einen Aufwärtstrend. Die nach Hailey häufigste Schreibweise ist in Deutschland Haylie. In den USA werden nach Hailey die Varianten Haley und Hayley bevorzugt.

## Häufigkeit
Der Name Hailey wurde in Deutschland von 2006 bis 2018 ungefähr 2900-mal als erster Vorname vergeben. Haylie wurde ungefähr 940-mal vergeben, Haily 660-mal, Haley 540-mal, Hayley 520-mal, Hailie 280-mal und Haylee 260-mal.

## Namensträgerinnen
- Hayley Arceneaux (* 1991), US-amerikanische Weltraumtouristin
- Hayley Atwell (* 1982), britische Schauspielerin
- Hailey Baptiste (* 2001), US-amerikanische Tennisspielerin
- Mary Hayley Bell (1911–2005), englische Schauspielerin und Schriftstellerin
- Haley Bennett (* 1988), US-amerikanische Sängerin und Schauspielerin
- Hailey Bieber (* 1996), US-amerikanisches Model
- Hailey Duke (* 1985), US-amerikanische Skirennläuferin (Slalom und Riesenslalom)
- Haylie Duff (* 1985), US-amerikanische Schauspielerin und Sängerin
- Hailey Duke (* 1985), US-amerikanische Ski-Läuferin
- Hailey Johnson (* 1997), US-amerikanische Schauspielerin
- Hayley Kiyoko (* 1991), US-amerikanische Schauspielerin
- Haley Kopmeyer (* 1990), ehemalige US-amerikanische Fußballtorhüterin
- Hailey Langland (* 2000), US-amerikanische Snowboarderin
- Hayley Lewis (* 1974), australische Schwimmerin
- Hailey McCann (* 1995), US-amerikanische Filmschauspielerin
- Hayley McFarland (* 1991), US-amerikanische Schauspielerin, Sängerin und Tänzerin
- Haley Mendez (* 1993), US-amerikanische Squashspielerin
- Hayley Mills (* 1946), britische Schauspielerin
- Hailey Niswanger (* 1990), US-amerikanische Musikerin (Modern Jazz)
- Hayley Orrantia (* 1994), US-amerikanische Sängerin und Schauspielerin
- Haley Paige (1981–2007), US-amerikanische Pornodarstellerin und Regisseurin
- Haley Ramm (* 1992), US-amerikanische Schauspielerin.
- Hayley Raso (* 1994), australische Fußballnationalspielerin
- Haley Reinhart (* 1990), US-amerikanische Singer-Songwriterin
- Haley Lu Richardson (* 1995), US-amerikanische Schauspielerin
- Hailie Sahar (* 1988), US-amerikanische Schauspielerin
- Hailey Sole (* ?), US-amerikanische Schauspielerin und Model
- Hailee Steinfeld (* 1996), US-amerikanische Schauspielerin
- Haley Tju (* 2001), US-amerikanische Schauspielerin
- Hayley Tullett (* 1973), walisische Läuferin
- Haliey Welch (* 2002), US-amerikanische Internetpersönlichkeit, siehe Hawk Tuah
- Hayley Westenra (* 1987), neuseeländische Sängerin
- Hayley Wickenheiser (* 1978), kanadische Eishockeyspielerin
- Hayley Williams (* 1988), Leadsängerin von Paramore
- Hayley Wolff (* 1964), US-amerikanische Freestyle-Skierin

### Namensträger
- Haley Barbour (* 1947), US-amerikanischer Politiker der Republikanischen Partei
- Haley Joel Osment (* 1988), US-amerikanischer Schauspieler